# Kalulushi
Kalulushi és una ciutat i un districte del nord de Zàmbia. Es va establir el 1953 com una ciutat d'empresa per als treballadors de la mineria del coure i cobalt que es realitzava a prop de Chibuluma. Es va convertir en una ciutat pública el 1958. En el cens de l'any 2010 tenia 96.206 habitants.
Està localitzada a 14 quilòmetres a l'oest de Kitwe, que és l'estació de tren més propera, a una altitud de 1.260 metres. L'empresa que dona feina a la majoria de la població és ZCCM (Zàmbia Consolidated Copper Mines). La reserva forestal Chati a l'oest de la ciutat té grans plantacions d'eucaliptus, pi tropical i altres espècies exòtiques vegetals que proveeixen de fusta a la indústria de la mineria.